# Joe Cobb

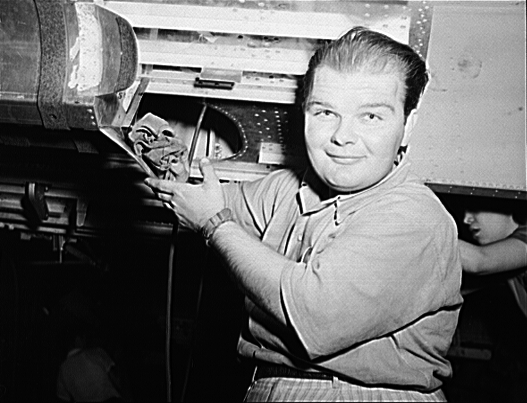
Joe Cobb (Mitte der 1940er-Jahre)

Joe Frank Cobb (* 7. November 1916 in Shawnee, Oklahoma; † 21. Mai 2002 in Santa Ana, Kalifornien) war ein US-amerikanischer Schauspieler. 
Bekannt wurde Joe Cobb im Kindesalter als Darsteller des fat boy, eines korpulenten Kindes, in der Filmreihe Die kleinen Strolche. Zwischen 1922 und 1929 trat er als einer der Hauptdarsteller in insgesamt etwa 85 Filmen der Kurzfilm-Serie auf. Obwohl altersbedingt eigentlich aus der Serie ausgeschieden, übernahm er in den 1930ern noch in drei Kleine-Strolche-Filmen Gastauftritte. Nach seinem Ausstieg bei den Kleinen Strolchen hatte Cobb nur noch unregelmäßige Filmauftritte, zuletzt in einer kleinen Rolle im Film-Musical Meet Me in St. Louis aus dem Jahre 1944. 
Ab den frühen 1940er-Jahren arbeitete Cobb als Monteur bei North American Aviation, in dieser Position war er auch während des Zweiten Weltkrieges im Einsatz. 1981 ging er bei der North American Aviation in den Ruhestand und starb 2002 im Alter von 85 Jahren. Sein Grab befindet sich im Forest Lawn Memorial Park in Glendale, Kalifornien.

## Filmografie (Auswahl)
- 1923–1929 (Regulär); erneute Gastauftritte 1933, 1936, 1937: Die kleinen Strolche (Filmreihe)
- 1924: Mädchenscheu (Girl Shy)
- 1938: Der Lausbub aus Amerika (A Yank at Oxford)
- 1941: Where Did You Get That Girl?
- 1941: Tuxedo Junction
- 1944: Meet Me in St. Louis